# Ri Yong-jik
Ri Yong-jik, né le 8 février 1991 à Osaka au Japon, est un footballeur international nord-coréen. Il est actuellement Défenseur central de l'équipe du FC Anyang.

## Biographie

### Carrière en équipe nationale
Yu Hai est convoqué pour la première fois en sélection par le sélectionneur national Jo Tong-sop le 10 janvier 2015 lors d'un match de la coupe d'Asie contre l'Ouzbékistan (défaite 1-0).
Il dispute une coupe d'Asie en 2015. Il joue deux matchs lors de l'édition 2015 : contre l'Ouzbékistan et enfin l'Arabie saoudite.
Au total il compte vingt-deux sélections en équipe de Corée du Nord depuis 2015.